# Tatort: Saarbrücken, an einem Montag …
Saarbrücken, an einem Montag … ist der zweite Fernsehfilm der Krimireihe Tatort und der erste vom Saarländischen Rundfunk produzierte. Die Erstausstrahlung fand am 13. Dezember 1970 statt.

## Handlung
Kriminalhauptkommissar Schäfermann wird von Ludwigshafen nach Saarbrücken versetzt und arbeitet dort mit Kommissar Liersdahl zusammen. Da Liersdahl eher unkonventionell ermittelt und Schäfermann ein Muster von Korrektheit darstellt, ist das kollegiale Verhältnis der beiden nicht immer einfach.
Irene Hartmann findet heraus, dass ihr Mann Dr. Günther Hartmann, Mathematiker in einem Stahlwerk, seiner Untergebenen, der Datenverarbeiterin Eva Konalsky, monatlich Geld überweist, und spioniert ihr nach. Dabei beobachtet sie, wie Eva und Gerd Dietz, ein alter Studienfreund und neuerdings Kollege ihres Mannes, vor dem Hauptbahnhof Briefumschläge austauschen. Sie macht bei Dietz und ihrem Mann Anspielungen darauf. Nachdem Eva einen geheimnisvollen Anruf erhalten hat, verschwindet sie spurlos von ihrem Arbeitsplatz.
Die Kommissare verdächtigen zunächst Evas Freund Sergeant Georges Gardentier, einen Raketenspezialisten der französischen Armee, denn nachdem er Eva kürzlich mitgeteilt hatte, sie nicht heiraten zu wollen, hatte es einen heftigen Streit gegeben. Sie ermitteln mit Amtshilfe französischer Kollegen auch in Frankreich. Dort erfahren sie, dass die aus der DDR stammende Eva wegen eines vagen Spionageverdachts aus Frankreich ausgewiesen worden war. Als Irene Hartmann an einer französischen Landstraße erschossen aufgefunden wird, gerät ihr Ehemann in Verdacht.
Schließlich finden Schäfermann und Liersdahl im Zusammenspiel ihrer so verschiedenen Methoden die Wahrheit heraus: Dr. Hartmann verschaffte Gerd Dietz und Eva Konalsky, die er beide bereits seit Jahren aus Mainz kannte, ihre Stellen. Hartmann und Eva waren vor sieben Jahren – noch bevor Hartmann seine spätere Frau kennenlernte – ein Paar und haben ein gemeinsames Kind, was Irene Hartmann nicht wusste. Eva besaß einen Brief von Hartmann, in dem er seine Vaterschaft eingestand, und erpresste ihn damit sowie mit seinem von ihr entwendeten Ehering. Er bat seinen Freund Dietz, Eva 30.000 DM im Austausch für den Brief und den Ring zu überreichen, doch Eva bluffte und übergab einen leeren Umschlag. Da sie noch einen zweiten Brief besaß, der einen Hinweis darauf enthielt, dass Dietz neun Jahre zuvor – bevor er sich in die Fremdenlegion absetzte – in Mainz Evas große Liebe Holger Schmidt ermordet hatte, versuchte sie, auch Dietz zu erpressen, worauf dieser sie tötete. Weil Irene Hartmann in Dietz’ Vergangenheit schnüffelte, erschoss er auch sie. Er sucht Hartmann im Stahlwerk auf und droht, ihn ebenfalls umzubringen. Es kommt zu einem Handgemenge, wobei Dietz in das glühende Roheisen stürzt und ums Leben kommt.

## Hintergrund
Laut Angaben der ARD basiert die Handlung teilweise auf einem tatsächlichen Kriminalfall, der sich im Saarland ereignet hat. Die Dreharbeiten fanden im Frühjahr 1970 in Saarbrücken, an der deutsch-französischen Grenze zwischen Naßweiler und Freyming-Merlebach sowie in der Völklinger Hütte statt. Saarbrücken, an einem Montag … wurde nicht speziell für den Tatort geschrieben und gedreht. Da die Entscheidung, diese neue Krimireihe zu schaffen, erst im Spätsommer 1970 von der ARD getroffen wurde, steuerten die einzelnen Sendeanstalten zunächst Fernsehfilme bei, die sie bereits abgedreht hatten.

## Rezeption
Bei der Erstausstrahlung am 13. Dezember 1970 wurde eine Einschaltquote von 65 % erreicht. Die Rezensionen der Tagespresse fielen unterschiedlich aus. In der Badischen Zeitung hieß es:
„Der jüngste ‚Tatort‘-Beitrag beweist, daß man lebendige Spannung durch unterkühlte Sachlichkeit erzeugen kann. […] Dramatische Höhepunkte werden geschickt zur Mitte und zum Schluß hin verschoben, und selbst die Lösung läßt genügend Spiel zum Nachdenken. […] Die Kamera trägt auf ihre Weise zur Versachlichung bei. Sie bevorzugt in Dialogszenen hellen oder grellweißen Hintergrund und hat ein Faible für Raumeffekte.“
Ebenfalls positiv äußerten sich die Westfälischen Nachrichten:
„‚Saarbrücken an einem Montag‘ war spannend. Spannend deshalb, weil mitgedacht werden konnte. Spannend auch, weil die Story in Anlehnung an einen authentischen Fall komponiert war und somit realistisch wirkte. Spannend nicht zuletzt, weil an Originalschauplätzen gedreht wurde. Das unterschied die Tatort-Folge wohltuend von der ARD-Krimi-Konfektion am Freitagabend.“
Zu einem anderen Schluss kam der Rezensent der Augsburger Allgemeinen:
„[…] dann sollte es die ARD nicht wundern, in Zukunft ihren jüngsten Sonntagabend-Kitzel nicht unter dem Stichwort ‚Spannung‘, sondern unter ‚Frustration‘ angeboten zu sehen. War schon der erste Beitrag der Tatort-Serie nicht auf eitel Wohlgefallen gestoßen, so hat der zweite gewiß nicht das Image der neuen Krimireihe verbessert.“
Die Abendzeitung urteilte: „Was hier als spannende ‚Hausmannskost‘ serviert wird, ist wirklich nicht genießbar.“
In der Saarbrücker Zeitung wurden Schwächen des Buchs bemängelt:
„Im Übrigen ist das Drehbuch (Johannes Niem) nach angeblich bewährtem Muster zusammengehäkelt: Viele Verdächtige, mehrere Motive zur Wahl, worunter auch die bösen Ostagenten nicht fehlen. Unklarheiten und Ungereimtheiten. [...] Nach dem NDR […] hat nun auch der Saarländische Rundfunk versäumt, mehr zu offerieren, als das abgedroschene Versteckspiel um irgendwelche beliebige und austauschbare, kleine und größere Ganoven.“
Die Frankfurter Allgemeine Zeitung kritisierte am Drehbuch die „blasse Charakterisierung“ der Figuren.
Auch die Leistung des Regisseurs wurde unterschiedlich beurteilt. Während das Hamburger Abendblatt meinte: „Die Regie leistete sich dabei einige erstaunliche Schnitzer“, lobte der Abend den Regisseur: „Die Regie Karl-Heinz Biebers wies milieugerechte Sachlichkeit auf. Sie gelang ihm gut.“
Mehr als 40 Jahre nach der Produktion des Films stellten Kurt-J. Heering und Silke Porath als bemerkenswert heraus, dass in Saarbrücken, an einem Montag … eine unkomplizierte grenzüberschreitende Zusammenarbeit der deutschen und französischen Polizei gezeigt wird, zu einer Zeit, in der sich die deutsch-französische Freundschaft noch in einem frühen Stadium befand. „Insofern griffen die Macher der Folge ihrer Zeit weit voraus“.